# Альбітофір
Альбітофі́р (рос. альбитофир, англ. albitophyre, keratophyre; нім. Albitophyr Keratophyr) — магматична гірська порода порфірової структури зеленуватого або буруватого кольору, різновид порфіру, в якому кристали основної маси породи представлені альбітом. Утворює лавові потоки, покрови, куполи і т. п. З ним бувають пов'язані мідні родовища (Урал). Тепер термін «альбітофір» дедалі більше витісняється рівнозначним терміном «кератофір».